# Electrolyte Oxide Semiconductor Field Effect Transistor
Un Electrolyte Oxide Semiconductor Field Effect Transistor (EOSFET) est un transistor à effet de champ à grille métal-oxyde (MOSFET) dont le métal est remplacé par un électrolyte. Le courant dans le FET est influencé par les charges présentes dans l'électrolyte en contact avec la couche d'isolant. Les EOSFET peuvent être utilisés pour détecter des biopolymères ou une activité neuronale.
Il est possible de réaliser des neuropuces (en) (neurochips) regroupant un grand nombre d'EOSFET.